# Claude d'Yd
Claude d'Yd (16 de septiembre de 1922 – 25 de septiembre de 2009) fue un actor teatral, cinematográfico, televisivo y de voz de nacionalidad francesa. 

## Biografía
Su verdadero nombre era Raymond Jean Claude Perret, y nació en París, Francia, siendo su padre el actor Jean d'Yd (1880-1964).
Especializado en el doblaje, su característica voz se asoció a menudo con el actor estadounidense William Devane. También dio voz a un importante personaje de la serie televisiva  Agatha Christie's Poirot, el Inspecteur Japp, que interpretaba Philip Jackson.
Claude d'Yd falleció en Saint-Maurice, Francia, en el año 2009.

## Teatro
- 1944 : Emily Brontë, de Madame Simone, escenografía de Gaston Baty, Teatro Montparnasse
- 1945 : Un ami viendra ce soir, de Yvan Noé y Jacques Companeez, escenografía de Jean Wall, Théâtre de Paris
- 1947 : L'Archipel  Lenoir, de Armand Salacrou, escenografía de Charles Dullin, Teatro Montparnasse
- 1949 : L'Archipel  Lenoir, de Armand Salacrou, escenografía de Charles Dullin, Théâtre des Célestins
- 1949 : La Marâtre, de Honoré de Balzac, escenografía de Charles Dullin, Théâtre des Célestins
- 1949 : El avaro, de Molière, escenografía de Charles Dullin, Théâtre des Célestins
- 1953 : Sur la terre comme au ciel, de Fritz Hochwälder, escenografía de Jean Mercure, Théâtre des Célestins
- 1954 : Un nommé  Judas, de Pierre Bost y Claude-André Puget, escenografía de Jean Mercure, Comédie-Caumartin
- 1955 : Un nommé Judas, de Pierre Bost y Claude-André Puget, escenografía de Jean Mercure, Théâtre des Célestins
- 1956 : L'Ombre, de Julien Green, escenografía de Jean Meyer, Théâtre Antoine
- 1957 : La Corniflorette, de André Ransan, escenografía de Jean-Jacques Daubin, Théâtre Apollo
- 1957 : L'Habit vert, de Robert de Flers y Gaston Arman de Caillavet, escenografía de Marcel Cravenne[1]
- 1960 : Attila, de Pierre Corneille, escenografía de Jean Serge, Festival de Barentin
- 1960 : La Fleur des pois, de Édouard Bourdet, escenografía de Jean Meyer, Théâtre du Palais Royal
- 1961 : OSS 117, escenografía de Robert Manuel, Pépinière Théâtre
- 1964 : Ricardo III, de Shakespeare, escenografía de Jean Anouilh  y Roland Piétri, Teatro Montparnasse
- 1965 : Le Dossier Oppenheimer, de Jean Vilar, escenografía de Jacques Mauclair, Théâtre des Célestins
- 1966 : Becket, de Jean Anouilh, escenografía del autor y Roland Piétri, Teatro Montparnasse
- 1966 : L'Ordalie ou la Petite Catherine de Heilbronn, de Heinrich von Kleist, escenografía de Jean Anouilh y Roland Piétri, Teatro Montparnasse
- 1967 : Partage de midi, de Paul Claudel, escenografía de Jean-Louis Barrault, Théâtre des Célestins
- 1970 : Ne réveillez pas Madame, de Jean Anouilh, escenografía del autor y Roland Piétri, Teatro de los Campos Elíseos
- 1970 : Tartufo, de Molière, escenografía de Fernand Ledoux
- 1973 : Madame Sans-Gêne, de Victorien Sardou y Émile Moreau, escenografía de Michel Roux, Théâtre de Paris
- 1980 : Une drôle de vie, de Brian Clark, escenografía de Michel Fagadau, Théâtre des Célestins
- 1981 : El avaro, de Molière, escenografía de Jean-Pierre André, Maison de la culture de Loire-Atlantique
- 1982 : El avaro, de Molière, escenografía de Jean-Pierre André, Maison de la culture de Loire-Atlantique, Théâtre de la Madeleine
- 1983 : El avaro, de Molière, escenografía de Jean-Pierre André, Théâtre de l'Atelier y Théâtre de la Madeleine
- 1984 : El avaro, de Molière, escenografía de Jean-Pierre André, Théâtre de l'Atelier y Théâtre des Mathurins
- 1985 : El avaro, de Molière, escenografía de Jean-Pierre André, Théâtre des Mathurins
- 1987 : Ifigenia, de Jean Racine, escenografía de Silvia Monfort, Théâtre Silvia-Monfort
- 1988 : Le Prince de Hombourg, de Heinrich von Kleist, escenografía de Jacques Mauclair, Théâtre Mouffetard
- 1989 : Les Palmes de Monsieur Schutz, de Jean-Noël Fenwick, escenografía de Gérard Caillaud, Théâtre des Mathurins
- 1993 : Les Palmes de Monsieur Schutz, de Jean-Noël Fenwick, escenografía de Gérard Caillaud, Théâtre de la Michodière
- 1994 : Les Palmes de Monsieur Schutz, de Jean-Noël Fenwick, escenografía de Gérard Caillaud, Théâtre des Mathurins
- 1997 : Les Palmes de Monsieur Schutz, de Jean-Noël Fenwick, escenografía de Gérard Caillaud, Théâtre de la Michodière
- 1998 : El idiota, a partir de Fiódor Dostoyevski, escenografía de Jacques Mauclair y Gérard Caillaud, Théâtre 14 Jean-Marie Serreau
- 1999 : El idiota, a partir de Fiódor Dostoyevski, escenografía de Jacques Mauclair y Gérard Caillaud, Théâtre de la Madeleine
- 2001 : El idiota, a partir de Fiódor Dostoyevski, escenografía de Jacques Mauclair y Gérard Caillaud

## Filmografía
- 1961 : Dynamite Jack, de Jean Bastia
- 1965 : Le Roi Lear (telefilm), de Jean Kerchbron
- 1968 : Au théâtre ce soir : Baby Hamilton, de Maurice Braddell y Anita Hart, escenografía de Christian-Gérard, dirección de Pierre Sabbagh, Théâtre Marigny
- 1973 : Au théâtre ce soir : La Reine galante, de André Castelot, escenografía de Michel Roux, dirección de Georges Folgoas, Théâtre Marigny
- 1973 : Lucien Leuwen (telefilm), de Claude Autant-Lara
- 1974 : Au théâtre ce soir : Madame Sans-Gêne, de Victorien Sardou y Émile Moreau, escenografía de Michel Roux, dirección de Georges Folgoas, Théâtre Marigny
- 1975 : Les Compagnons d'Eleusis, de Claude Grinberg
- 1977 : Les Enquêtes du commissaire Maigret (serie TV), episodio Maigret et Monsieur Charles, de Jean-Paul Sassy

## Actor de voz
A lo largo de su carrera como actor de voz, d'Yd dobló a intérpretes como Tony Amendola, Stephen Berger, Lloyd Bochner, Peter Bongartz, Peter Boyle, Gibby Brand, Jon Cypher, Lawrence Dane, Richard M. Davidson, William Devane, Robert Dowdell, Sky Dumont, Fyvush Finkel, Peter Gebhart, Steven Gilborn, Reinhard Glemnitz, Willoughby Gray, Robert Hardy, Philip Jackson, George Kennedy, Bruno Lawrence, Ron Leibman, Richard Libertini, John Moffatt, Roger Moore, Dan O'Herlihy, Tom O'Rourke,  Holger Petzold, Werner Schnitzer, Udo Thomer, Leopoldo Trieste y John Van Eyssen.
Además, trabajó en el doblaje de los videojuegos Crysis y Hellgate: London, así como en la producción de animación Bionicle 2: Leyendas de Metru Nui.